# Carex takoensis
Carex takoensis là một loài thực vật có hoa trong họ Cói. Loài này được Y.Endo & Yashiro mô tả khoa học đầu tiên năm 1995.